# اتفاقية النقل الجوي

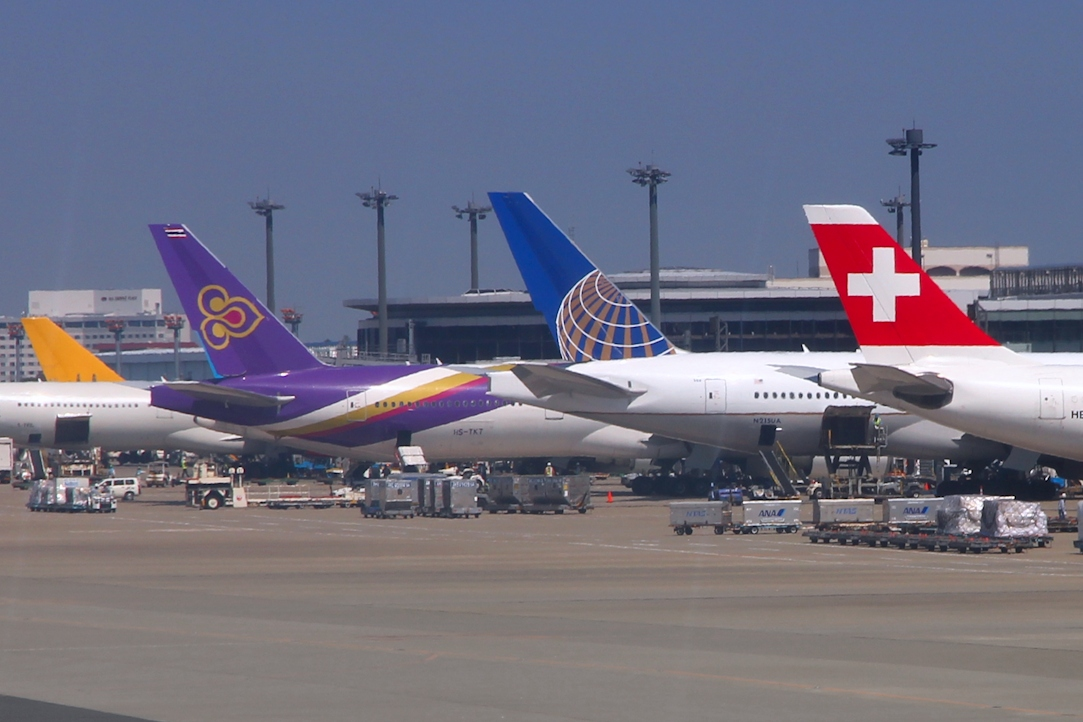

اتفاقية النقل الجوي (air transport agreement)، كما تسمى أحيانا اتفاق الخدمات الجوية (air service agreement أو أختصاراً ATA أو ASA) هو اتفاق ثنائي للسماح يخدمات النقل الجوي التجارية الدولية بين موقعين.
مجموعة متنوعة من شركات الطيران في مطار طوكيو ناريتا: نتيجة اتفاق بين اليابان ودول أخرى
يستند النظام الثنائي إلى اتفاقية شيكاغو والمعاهدات متعددة الأطراف المرتبطة بها. تم التوقيع على اتفاقية شيكاغو في ديسمبر 1944 وهي تحكم الخدمات الجوية الدولية منذ ذلك الحين. تحتوي الاتفاقية أيضًا على مجموعة من الملاحق التي تغطي قضايا مثل أمن الطيران ومراقبة السلامة وصلاحية الطيران والملاحة وحماية البيئة والتسهيلات (التعجيل والمغادرة في المطارات).
في عام 1913، في ما ربما كان أقرب مثل هذا الاتفاق، تبادل الثنائي من الملاحظات [1] وقعت بين ألمانيا وفرنسا
اتفاقية النقل الجوي (تسمى أحيانًا اتفاقية الخدمة الجوية أو ATA أو ASA) هي اتفاقية ثنائية للسماح بخدمات النقل الجوي التجاري الدولي بين الموقعين.
للنظام الثنائي أساسه بموجب اتفاقية شيكاغو والمعاهدات المتعددة الأطراف المرتبطة بها. تم التوقيع على اتفاقية شيكاغو في ديسمبر 1944 وهي تحكم الخدمات الجوية الدولية منذ ذلك الحين. تحتوي الاتفاقية أيضًا على مجموعة من المرفقات التي تغطي قضايا مثل أمن الطيران ومراقبة السلامة والجدارة الجوية والملاحة وحماية البيئة والتيسير (التعجيل والمغادرة في المطارات
في عام 1913، في ما كان على الأرجح أقرب اتفاق من هذا القبيل، تم توقيع تبادل ثنائي للملاحظات بين ألمانيا وفرنسا لتوفير خدمات المناطيد
كانت اتفاقية برمودا، التي وقعت في عام 1946 من قبل المملكة المتحدة والولايات المتحدة واحدة من أولى اتفاقات التجارة العالمية بعد الحرب العالمية الثانية. أصبحت ملامح هذا الاتفاق نماذج للآلاف من هذه الاتفاقات التي كانت ستتبع، على الرغم من أن بعض البنود التقليدية في هذه الاتفاقات قد تم تعديلها (أو «تحريرها») في العقود الأخيرة وفقًا لسياسات «الأجواء المفتوحة» التي اعتمدتها بعض الحكومات، ولا سيما الولايات المتحدة.
من حيث المبدأ، يجب تسجيل جميع ATAs من قبل منظمة الطيران المدني الدولي في DAGMAR ، قاعدة بيانات منظمة الطيران المدني الدولي لاتفاقيات وترتيبات الطيران، ولكن هذا المصدر ليس شاملاً تمامًا.
اتفاقيات الخدمات الجوية (ASA) هي معاهدات رسمية بين الدول - مرافقة لمذكرات التفاهم (MoU) وتبادل المذكرات الدبلوماسية الرسمية. ليس من الإلزامي وجود ASA في مكانه حتى تعمل الخدمات الدولية، ولكن الحالات التي توجد فيها خدمات بدون معاهدة نادرة.
تغطي ASAs الإطار الأساسي الذي بموجبه يتم منح شركات الطيران الحقوق الاقتصادية الثنائية للطيران في دولتين. عادة ما تغطي مذكرات التفاهم التردد وشركات الطيران المعينة للبلدين الموقعين ونقاط المنشأ والوسطى وحقوق المرور ونوع الطائرات والمسائل الضريبية